# 铜都街道
铜都街道，是中华人民共和国云南省昆明市东川区下辖的一个乡镇级行政单位。

## 沿革
2005年，原新村镇、碧谷镇、姑海乡、绿茂乡合并成铜都镇。2011年再改制为铜都街道办事处。2020年，铜都街道析置为铜都街道和碧谷街道。2025年，调整铜都街道、碧谷街道管辖范围，设立集义街道。

## 行政区划
铜都街道下辖以下地区：
团结社区、碧云社区、桂苑社区、沙坝社区、白云社区、京铜社区、金桥社区、尼拉姑社区、石羊社区、达贝社区、集义社区、炎山社区、深沟社区、腊利社区、福源社区、月牙社区、春晓社区、梧桐社区、沿河社区、木树朗村、小牛厂村、奔多村、赖石窝村、岩脚村、姑海村、达德村、新村村、野牛村和陷塘村。